# Скорський Микола Андрійович
Мико́ла Андрі́йович Ско́рський (9 серпня 1920, село Юшківці, нині Оратівського району Вінницької області — 10 січня 2016, м. Бориспіль) — український критик, літературознавець, журналіст, педагог. Член Національної спілки письменників України з 1984 року, член Національної спілки журналістів України з 1957 року. Кандидат філологічних наук. Почесний професор Кам'янець-Подільського Національного Університету ім. Івана Огієнка.

## Біографія
Народився 9 серпня 1920 року в селі Юшківцях Оратівського району на Вінниччині в учительській сім'ї. Дитинство припало на нелегкі пореволюційні часи — неп, початок колективізації, голод 1933 року. І поруч — поява на селі, радіо, кіно, навчання у школах по всій окрузі, бо ж раз на пару — трійцю років батька, після чергового підвищення кваліфікації, переводили до іншої школи — спочатку вчителем, потім завідувачем, директором.
У 1937 році, закінчивши Оратівську середню школу, юнак вступив до Київського педагогічного інституту ім. М. Горького на філологічний факультет. Микола Скорський разом з товаришами відвідував  «Літературні четверги» в редакції «Літературної газети» та подібні зустрічі в редакції «Комсомольця України», пробував себе у жанрі рецензії.
Восени 1938 року 18-річний студент знайомиться з першокурсницею історичного факультету вчительського інституту Тамарою Осьмачко, а через два з половиною роки, в кінці травня 1941 року, вона стала його дружиною.
У листопаді 1940 року Микола Скорський, будучи на випускному четвертому курсі, перевівся на заочний відділ і став працювати учителем української, російської мов та літератур Мартенівської середньої школи Канівського району нині Черкаської області.
В серпні 1941 року Микола Скорський командиром відділення 1043-го полку 284-ї дивізії брав участь в обороні Києва. Поранений і контужений під селом Віта Поштова, він потрапив у полон і був відправлений до Рівненського концтабору. Миколі Андрійовичу вдалося вибратися з полону, через місяць хворим і до краю виснаженим дістатися аж на другий кінець Кам'янець-Подільської області — у село Драганівку, звідки родом була дружина Тамара.
У квітні 1944 року Микола Скорський в складі 1031-го полку 280-ї стрілецької дивізії 1-го Українського фронту пройшов шлях від Чорткова до Сандомирського плацдарму. Тут, на плацдармі в годину перепочинку вирішив написати невеличкий нарис про бої в містечку Розвадуві. 22 серпня 1944 року під заголовком «У звільненому місті» його надрукувала дивізійна газета «За Отечество». Це був, власне, початок входження Миколи Скорського в журналістику. На Сандомирському плацдармі й закінчився його ратний шлях — тут 4 вересня 1944 року після важкого поранення він втратив руку.
Підлікувавшись у стаціонарному шпиталі в місті Мені Чернігівської області, наприкінці року повернувся до Драганівки. З 1 січня 1945 року працював на посаді відповідального секретаря редакції Чемеровецької районної газети «Голос стахановця», згодом — у сусідній Орининській районній газеті «Червоний прапор». В 1947 році осів у Кам'янець-Подільському. Тут, у вечірній школі робітничої молоді, почав викладати українську мову та літературу.
У 1950 році Микола Скорський перейшов на викладацьку роботу до педагогічного училища, де вів ще й курс дитячої літератури. У процесі розробки цього курсу і почали з'являтися в міській та обласній пресі, а згодом і в «Літературній газеті» рецензії на твори для дітей та юнацтва. Пізніше цей курс слухали вже студенти педагогічного інституту.
Кам'янець-Подільський у ті роки був значним культурним центром: тут працювали педагогічний та сільськогосподарський інститути, шість технікумів та училищ, драматичний театр, діяло літоб'єднання при міській газеті «Прапор Жовтня». Микола Скорський був членом бюро літоб'єднання, як член редколегії брав участь у підготовці літературно-художнього альманаху «Кам'янець-Подільський».
При сприянні Миколи Андрійовича у ті ж роки байкарем Микитою Годованцем, котрий саме оселився в Кам'янці після повернення з далеких колимських просторів, була підготовлена і в 1957 році видавництвом «Радянський Письменник» видана книжка «Байки». Саме з неї почався другий і особливо плідний етап творчості байкаря. Після виходу цієї збірки автор був офіційно реабілітований і відновлений у членстві Спілки письменників.
Восени 1956 року Миколу Скорського запросили до редакції Хмельницької обласної газети «Радянське Поділля» на посаду завідуючого відділом культури і шкіл. Журналістика стала для нього основним фахом — наступного року його одним з перших в області прийняли до новоствореної Спілки журналістів СРСР.
Рецензії, оглядові статті Миколи Андрійовича публікувалися в газетах «Радянське Поділля», «Прапор юності», «Молодь України», «Літературна Україна», журналах «Дніпро», «Жовтень», «Вітчизна», «Прапор», «Березіль», «Українська мова та література в школі», «Детская литература», а пізніше в збірниках «Література. Діти. Час». Саме тому правління Спілки письменників України й запросило критика в січні 1965 року виступити на пленумі Спілки з питань дитячої літератури, зі співдоповіддю «Образ юного героя в повоєнній українській прозі для дітей та юнацтва».
У вересні 1966 року Микола Скорський на запрошення керівництва Кам'янець-Подільського педінституту перейшов працювати на кафедру української літератури. У листопаді того ж року Микола Скорський — ще як голова літоб'єднання — на запрошення Президії СПУ брав участь у п'ятому з'їзді письменників України.
У 1980 році, вийшовши на пенсію, Микола Скорський переїжджає до Житомира і повністю віддається творчій роботі. На замовлення видавництва «Радянська школа» він написав посібник для вчителів «Образ Леніна в українській радянській літературі» і видав його у 1983 році. На той час це була одна з помітних літературознавчих праць, створена на основі того, що написали поети, прозаїки, драматурги про Леніна. Сьогодні вона — сторінка історії українського літературознавства 80-х років XX сторіччя.
За двадцять п'ять років, прожитих на Житомирщині, Микола Скорський опублікував десятки рецензій та статей в обласних і республіканських виданнях, серед них і про письменників Житомирщини — В. Васильчука, В. Грабовського, А. Журавського, М. Колесника, М. Курильчука, В. Нечипоренка, О. Опанасюка, М. Пасічника, І. Редчиця, Г. Цепкову, М. Ярмолюка.
У 1999 році багаторічна праця Миколи Скорського увінчалася монографією «Тодось Осьмачка. Життя і творчість», видано в Києві «Українським Центром духовної культури». З-під пера Миколи Скорського вийшов літературний портрет, який на сьогодні є чи не найвагомішим узагальненням у вивченні життєпису та творчої діяльності Тодося Осьмачки.
У 2002 році Миколу Скорського обрано почесним професором кафедри української літератури Кам'янець-Подільського педагогічного університету, в 2003 році — почесним професором Кам'янець-Подільського державного університету (з 2008  року — Кам'янець-Подільський національний університет імені Івана Огієнка).
Була ще одна тема, якій Микола Андрійович присвятив усе своє життя — Тарас Григорович Шевченко. І лебединою піснею Миколи Скорського став «Володар у царстві духа. Поетичний життєпис Тараса Шевченка» — своєрідний підсумок десятиріч пошуку і осмислення розмаїтих картин життя і творчості Кобзаря, виданий його вдячним учням у 2006 році.
Лауреат Всеукраїнської премії ім. І. Огієнка, літературної премії Фонду Волиняків-Швабінських (при фундації Українського Волинського Університету в Нью-Йорку).
Помер 10 січня 2016 р.
Нагороджений орденом Вітчизняної війни 2-го ступеня та медалями, Почесною грамотою Секретаріату національної спілки журналістів.

## Автор книжок
- «Українська література. Методичні вказівки для студентів ІІ—III курсів історичних факультетів педагогічних інститутів»,
- «Хмельницький театр ім. Г. І. Петровського» (нині Хмельницький обласний український музично-драматичний театр ім. Михайла Старицького),
- «Образ Леніна в українській радянській літературі»,
- «Тодось Осьмачка. Життя і творчість»,
- «Оксана Іваненко. Літературний портрет».
- «Володар у царстві духа». Поетичний життєпис Тараса Шевченка.

Опублікував близько 400 статей і рецензій з питань літератури та мистецтва у періодичних виданнях.
Лауреат премії Фонду Воляників-Швабінських при Фундації Українського Вільного Університету в Нью-Йорку [Архівовано 25 вересня 2020 у Wayback Machine.] (за працю «Тодось Осьмачка: життя і творчість», 2001 р.), премії імені Івана Огієнка (за книгу «Життя і творчість Тодося Осьмачки», 2003 р.) та преміі імені Василя Земляка (за поетичний життєпис Тараса Шевченка «Володар у царстві духа», 2013 р.).
Делегат IV (надзвичайного) з'їзду НСПУ.